# 小哨街道
小哨街道，是中华人民共和国云南省昆明市官渡区下辖的一个乡镇级行政单位，系2023年由原大板桥街道北部部分地区析置设立，办事处驻白汉场社区。小哨街道实际由云南滇中新区托管。

## 历史
1984年为小哨乡。2006年1月撤销，并入大板桥镇。2023年2月8日，昆明市人民政府批复同意大板桥街道析置为大板桥、长水和小哨3个街道；5月30日，小哨街道正式成立。

## 行政区划
小哨街道下辖以下地区：
小哨社区、兔耳社区、矣纳社区、白汉场社区、中对龙社区和上对龙社区。